# Il pianto dell'angelo
Il pianto dell'angelo (Turning Angel) è un romanzo del 2005 di Greg Iles.

## Trama
Kate Townsend è una diciassettenne bella e intelligente ma è anche una ragazza sola e riservata. Un giorno il suo corpo nudo, che mostra evidenti segni di violenza, viene rinvenuto galleggiante sul Mississippi. Il dottor Drew Elliott, professionista e padre modello è un pilastro della comunità di Natchez. I fatti lo faranno passare da eroe a mostro perché l'indomani si scoprirà che è stato lui il primo a trovare il cadavere di Kate, ma non ha dato l'allarme per salvare le apparenze. Infatti tra i due c'era una relazione nonostante i ventitré anni di differenza e questo lo farà diventare il primo indiziato.

## Edizioni in italiano
- Greg Iles, Il pianto dell'angelo, Piemme, Casale Monferrato 2008 ISBN 978-88-384-9868-8
- Greg Iles, Il pianto dell'angelo, traduzione di Paolo Bianchi e Tommaso Labranca, Maestri del thriller Piemme, Casale Monferrato 2009 ISBN 978-88-566-0957-8
- Greg Iles, Il pianto dell'angelo, traduzione di Paolo Bianchi e Tommaso Labranca, Bestseller Piemme, Milano 2011 ISBN 978-88-566-2205-8
- Greg Iles, Il pianto dell'angelo, traduzione di Paolo Bianchi e Tommaso Labranca, Piemme, Milano 2015 ISBN 978-88-566-4637-5